# 上元 (南诏)
上元（784年—808年）是南诏异牟寻的第二個年号，共計25年。
起訖年，方詩銘、李家瑞、李崇智、段玉明作784年－？，王雲、黃德榮作784年－808年。

## 争议
異牟尋第二個年號多數史料作「上元」，但有学者依据王崧本《南诏野史》、昆明圆通寺后山“元封元年”题刻认为异牟寻有“元封”年号，其中由雲龍、方國瑜曾认为异牟寻的第二个年号不是上元，而是元封；李家瑞认为元封是见龙、上元之后的第三个年号。王崧本《南诏野史》在“德宗興元元年甲子，遷都太和，改元上元”之下加註按語：“一作改元元封。據《滇載記》，元封疑爲見龍之譌”。而“改元上元，封嶽瀆，立三皇廟”一句，淡生堂抄本脱一“上”字，另一种抄本衍一“封”字，王云、周泳先认为元封年号的说法是传抄失误所致。圓通寺後山石壁大壽字旁所刻「元封元年春正月，奉旨書于崇嵩之石壁」，据孙太初、周泳先证实，实际是1936年整修圆通公园时赵鹤清造假的伪作，由云龙、方国瑜表示此前为赝品所误；王雲也認為該石刻文字從未聞官方文物部門正式鑑定，不可令人信服，異牟尋從未改元元封。
此外，《僰古通紀淺述》作「龍興」，尤中謂乃上元之誤。

## 紀年對照表
| 上元 | 元年  | 2年   | 3年   | 4年   | 5年   | 6年   | 7年   | 8年   | 9年   | 10年  |
| ---- | ----- | ----- | ----- | ----- | ----- | ----- | ----- | ----- | ----- | ----- |
| 公元 | 784年 | 785年 | 786年 | 787年 | 788年 | 789年 | 790年 | 791年 | 792年 | 793年 |
| 干支 | 甲子  | 乙丑  | 丙寅  | 丁卯  | 戊辰  | 己巳  | 庚午  | 辛未  | 壬申  | 癸酉  |
| 上元 | 11年  | 12年  | 13年  | 14年  | 15年  | 16年  | 17年  | 18年  | 19年  | 20年  |
| 公元 | 794年 | 795年 | 796年 | 797年 | 798年 | 799年 | 800年 | 801年 | 802年 | 803年 |
| 干支 | 甲戌  | 乙亥  | 丙子  | 丁丑  | 戊寅  | 己卯  | 庚辰  | 辛巳  | 壬午  | 癸未  |
| 上元 | 21年  | 22年  | 23年  | 24年  | 25年  |       |       |       |       |       |
| 公元 | 804年 | 805年 | 806年 | 807年 | 808年 |       |       |       |       |       |
| 干支 | 甲申  | 乙酉  | 丙戌  | 丁亥  | 戊子  |       |       |       |       |       |

## 同期存在的其他政权年号
- 中國
  - 興元（784年）：唐朝—唐德宗之年號
  - 貞元（785年－805年）：唐朝—唐德宗之年號
  - 貞元（805年）：唐朝—唐順宗之年號
  - 元和（806年－820年）：唐朝—唐憲宗之年號
  - 天皇（784年）：唐朝時期—朱泚之年號
  - 武成（784年－786年）：唐朝時期—李希烈之年號
  - 大兴（738年－794年）：渤海国—渤海文王大欽茂之年号
  - 中興（794年）：渤海國—渤海成王大華璵之年號
  - 正曆（795年－809年）：渤海國—渤海康王大嵩璘之年號
- 日本
  - 延曆（782年－806年）：桓武天皇之年号
  - 大同（806年－810年）：平城天皇與嵯峨天皇之年號